# Marco Berger
Pour les articles homonymes, voir Berger.
Marco Berger est un réalisateur et scénariste argentin, né le 8 décembre 1977 à Buenos Aires.

## Biographie

### Jeunesse et formation
Marco Berger est né en 1977 à Buenos Aires. Il étudie à l'université du cinéma de Buenos Aires et, en 2007, fait ses débuts de réalisation avec les courts métrages Última voluntad et El reloj.

### Carrière
En 2009, Marco Berger présente son premier film Plan B à plusieurs festivals à Buenos Aires, à Rome, à Londres.
En 2011, il se fait connaître d'un grand public international par son film Absent (Ausente), qui remporte un Teddy Award à la Berlinale dans la même année. Le jury souligne « un scénario original, une esthétique innovante et une approche subtile, sources de dynamisme et d'une combinaison unique de désir homo-érotique, de suspense et de tension dramatique ».

### Vie privée
Marco Berger est ouvertement homosexuel.

## Filmographie

### Cinéma

#### Longs métrages
- 2009 : Plan B
- 2011 : Absent (Ausente)
- 2012 : Tensión sexual, Volumen 1: Volátil (it) (coréalisé avec Marcelo Mónaco)
- 2013 : Tensión sexual, Volumen 2: Violetas (coréalisé avec Marcelo Mónaco)
- 2013 : Hawaii
- 2015 : Mariposa
- 2016 : Taekwondo (coréalisé avec Martín Farina)
- 2019 : Le Colocataire (Un rubio)
- 2020 : Le Prédateur (El cazador)
- 2021 : Le Carnaval (Gualeguaychú: El país del carnaval)
- 2022 : Les Agitateurs (Los agitadores)
- 2024 : Les Amants astronautes (Los amantes astronautas)

#### Courts métrages
- 2007 : El reloj
- 2008 : Una última voluntad
- 2009 : El secreto del dagrón escondido
- 2010 : Platero, présent dans le long-métrage collectif Cinco (cocoréalisé avec Cinthia Varela, Cecilia del Valle, Andrew Sala et Francisco Forbes)
- 2023 : El intercambio

### Télévision
- 2000 : Voyages, voyages (série télévisée), épisode Brasilien
- 2018 : Länder, Menschen - Abenteuer (série télévisée), épisode Costa Rica, Paradies zwischen den Ozeanen
- 2021 : Geo (série télévisée), épisode Kolumbiens Kokain-Hippos
- 2023 : Porto Rico, Vivre au rythme des Caraïbes (Puerto Rico, Leben im Rythmus der Karibik) (téléfilm)

## Distinctions

### Récompenses
- Berlinale 2011 : Teddy Award du meilleur film pour Absent
- Cóndor de Plata 2012 : Meilleur film vidéo pour Absent
- Festival international du film de Saint-Sébastien 2015 : Meilleur film américano-latin pour Mariposa
- Festival Des images aux mots de Toulouse 2025 : Prix du Public pour Les Amants astronautes

### Nominations
- Festival de Cannes 2008 : Prix de Cinéfondation pour El reloj
- Cóndor de Plata 2016 :
  - Meilleur scénario original pour Mariposa
  - Meilleur montage pour Mariposa
- Chéries-Chéris 2019 : Grand prix du meilleur film pour Le Colocataire